# Zhang Juanjuan
Zhang Juanjuan (chiń. upr. 张娟娟; chiń. trad. 張娟娟; pinyin Zhāng Juānjuān; ur. 2 stycznia 1981 w Qingdao) – chińska łuczniczka, trzykrotna medalistka olimpijska.
Największym jej osiągnięciem jest złoty medal olimpijski indywidualnie, zdobyty podczas igrzysk olimpijskich w Pekinie i dwukrotnie srebrny drużynowo (2004, 2008).